# Frankie Knuckles
Frankie "Warren" Knuckles właśc. Francis Nicholls (ur. 18 stycznia 1955 w Bronksie w Nowym Jorku, zm. 31 marca 2014 w Chicago) – amerykański didżej i producent muzyczny. Był DJ-em od 1977 do 2014 r. Znany jako "ojciec chrzestny muzyki house". Jeden z jego utworów został wykorzystany w grze GTA San Andreas.

## Dyskografia

### Albumy
- 1991: Beyond The Mix
- 1995: Welcome To The Real World
- 2004: A New Reality